# بوكر تي
بوكر تي اسمه الحقيقي هو روبيرت بوكر تيو هيفمان مصارع محترف يعمل معلقا لدى مؤسسة المصارعة العالمية الترفيهية WWE، ولد يوم 1 مارس 1965 بـ هيوستن، حقق العديد من الألقاب خلال مسيرته كما لعب في عدة اتحادات أخرى مثل اتحاد TNA.

## بطولاته في WWE
- بطولة العالم للوزن الثقيل 1 مرة
- بطولة القارات 1 مرة
- بطولة الولايات المتحدة 3
- بطولة الهاردكور 1 مرة
- مسابقة ملك الحلبة سنة 2006

الحركة القاضية دبل ليج اكس
رجع من2010tna
الاسم ( G.L. BRO)
الشهرة (king booker)
وزنة( 250 رطل)
طولة(6.3)
مسقط رأسة( هيوستن تكساس HOUSTON TEXAS)
فنشة(Book End / Scissor Kick)
سيرتة كاملة في المصارعة
بدأ BOOKER و صديقه LANE مع اتحاد ال WCW عام 1990
و أول ظهور لهما في الاتحاد كانوا كفريق ثنائي يدعى : The Ghetto Blasters و استطاعا ان يأخذا حزام WCW TEAM TITLE لعشر مرات على التوالي وفي عام 1990 على ايام التسعينات بدأ BOOKER حياته كمصارع عادي لأن أخيه LANE كان مصاباً ثم أصبح BOOKER عضو من عصابة NWO و من ثم أصبح معلقاً وبعدها BOOKER فاز بلقب WCW WORLD TELEVISION خمس مرات وفاز على CHRIS BENOIT في أفضل 7 عروض وكان BOOKER أول مصارع أمريكي من اصل أفريقي استطاع أن يفوز بالحزام 5 مرات
في عام 2000 قال BOOKER انه لن يبدل اسمه ابداً في حلبات المصارعة وتحدى BOOKER هوجن HOGAN على لقب WCW WORLD و تحدى أيضاً
JEFF JARRET و فاز عليهم كلهم واخذ الحزام WCW خمس مرات لكن قبل عام 2001 خسر اللقب ضد KAVIN NASH و أخيراً في ال WCW فاز BOOKER بمجموع 23 حزاماً في WCW
بعدما اشتري مكماهون اتحاد wcw ظهر بوكر تي بتمثيل ادوار الشر وأصبح مكروها من عشاق وجماهير المصارعة الحرة انضم بوكر تي في عام 2002 الي nwo ولكن جون مايكل قام بطرده من المجموعة وبعد طرده من هذه المجموعة أصبح بوكر تي محبوبا بعض الشئ لدي الجماهير وأصبح صديقا ل goldust وقامت عداوه بينه وبين nwo وفي عام 2003 لعب بوكر battle royal وفاز بالمبارة بعدما استطاع أن يلقي بالروك من خارج الحلبة وتأهل الي مباراة wrestlemania 19 امام صاحب اللقب تريبل اتش ولكنه خسر المباراة وتم اختيار booker للعب مع raw لعام آخر وفاز على christian للحصول على لقب wwe intercantenal و فاز بحزام world team title مع rvd وفي عام 2004 تم استبدال booker إلى smackdown و أصبح مكروهاً لأنه تحدى المحبوبين هم eddie و rvd و taker و اخيراً تحدى booker المصارع المحبوب cena وفاز عليه وكسب حزام united state و في مهرجان no mercy خسر booker الحزام من cena
خسر booker الحزام من cena
في مهرجان survivor series لعب booker ضد jbl
لكنه خسر المباراة وفي عام 2005 شهر مارس جدد booker عقده مع ال wwe لسنتين اضافيتان كما تم اختيار booker للعب ضد boogyman في مهرجان snme و في wrestlemania لعب booker مع boogeyman و في مهرجان judgment day فاز booker مسابقة king of the ring و في great american bash 2006 فاز booker على rey mysterio و اخذ لقبworld heavyweight champion

## بطولاتة
بطولة GWF Team titles w/Stevie Ray 3مرات
بطولة WCW World Team titles w/Stevie Ray 11 مره
بطولة WCW Television title 6 مرات
بطولة WCW United States title مره واحده
بطولة WCW World Heavyweight title 5 مرات
بطولة WWE Intercontinental title defeating Christian
بطولة WWE United States title defeating Cena, Suzuki, Gunn,
Dupree, Haas, Raines

## روابط خارجية
- بوكر تي على موقع IMDb (الإنجليزية)
- بوكر تي على موقع ميوزك برينز (الإنجليزية)
- بوكر تي على موقع ديسكوغز (الإنجليزية)
- بوكر تي على موقع قاعدة بيانات الفيلم (الإنجليزية)
- بوكر تي على موقع دبليو دبليو إي (الإنجليزية)
- بوكر تي على موقع WrestlingData.com (الإنجليزية)
- بوكر تي على موقع CageMatch worker (الإنجليزية)
- بوكر تي على موقع قاعدة بيانات المصارعة على الإنترنت (الإنجليزية)
- بوكر تي على موقع عالم المصارعة على الإنترنت (الإنجليزية)
- بوكر تي على موقع عالم المصارعة على الإنترنت (الإنجليزية)